# Річковий слиж
Річковий слиж (Balitora) — рід риб родини баліторових. Складається з 22 видів.

## Опис
Загальна довжина представників цього роду коливається від 4,5 до 12 см. Голова помірного розміру. Рот широкий та короткий. Очі розташовані по середній лінії, ближче до зябрових кришок. Тулуб витягнутий. Черево пласке. Спинний плавець високий. Грудні та черевні плавців великі, майже однакові. Анальний плавець невеличкий. Хвостовий плавець витягнутий, розділений.
Забарвлення зверху коричневого, темно-сірого, жовтуватого, піщаного кольору з численними більш темними плямами. Черево блідне без плям. Плями також можуть розташовуватися на грудних та черевних плавцях.

## Спосіб життя
Більшість видів зустрічаються в сильних річкових потоках на кам'янистих ґрунтах. Один вид (Balitora burmanica) віддає перевагу спокійним ділянкам річок зі слабкими вирами і, навіть, болотам. Живляться донними безхребетними, періфітоном, фітопланктоном і м'якими водоростями.

## Розповсюдження
Мешкають у водоймах Китаю, Камбоджі, Таїланду, Індії, Непалу і М'янми.

## Види
- Balitora anlongensis
- Balitora annamitica
- Balitora brucei
- Balitora burmanica
- Balitora chipkali
- Balitora eddsi
- Balitora elongata
- Balitora haithanhi
- Balitora jalpalli
- Balitora kwangsiensis
- Balitora lancangjiangensis
- Balitora laticauda
- Balitora longibarbata
- Balitora ludongensis
- Balitora meridionalis
- Balitora mysorensis
- Balitora nantingensis
- Balitora nigrocorpa
- Balitora nujiangensis
- Balitora tchangi
- Balitora vanlani
- Balitora vanlongi